# ليندا غوردون
ليندا غوردون (بالإنجليزية: Linda Gordon)‏ هي مؤرخة أمريكية، ولدت في 19 يناير 1940 في شيكاغو في الولايات المتحدة.